# Hovmantorps kyrka
Hovmantorps kyrka en kyrkobyggnad som tillhör Lessebo församling i Växjö stift. Kyrkan ligger i samhället Hovmantorp i Lessebo kommun.

## Kyrkobyggnaden
Den tidigare kyrkobyggnaden  var en medeltida träkyrka som låg på en plats som nu finns bevarad som ödekyrkogård. Den kom så småningom på grund av befolkningsökningen  att bli för liten vilken ledde  tanken på en ny, större  kyrka. 1823 fattade församlingen beslut om uppförande av en helt ny sockenhelgedom. Skulle den som den gamla kyrkan uppföras i trä eller enligt gällande förordning i sten?  I en kunglig förordning den 31 juli 1776 föreskrevs nämligen  att "Inga kyrkor må ... hädanefter byggas af trä, utan böra de, efter tillgången på orten verkställas af murtegel, marmor, sandsten, täljsten eller gråsten". 1827 fick församlingen Kunglig Majestäts tillstånd att uppföra den nya kyrkan i trä, vilket innebar att man erhöll dispens från den gällande förordningen.
Det kom emellertid att dröja över 20 år innan bygget kom till stånd. Kyrkan uppfördes 1845-1847 i  nyklassicistisk stil av byggmästare Johannes Johansson, Fägerstad efter ritningar av arkitekt Theodor Edberg. Arbetsledare var Israel Mattisson i Ormeshaga, Hovmantorp. Invigningen förrättades söndagen 22 augusti 1847 av biskop Christopher Isac Heurlin assisterad av sju präster. Kyrkan är en korskyrka, byggd av liggtimmer på en sockel av sten och har reveterade ytterväggar. Byggnaden består av långhus med kor i öster och kyrktorn i väster. Öster om koret är sakristian belägen. Korsarmar sträcker sig ut åt norr och söder. Taket är belagt med kopparplåt. Tornet är försett med en åttkantig sluten lanternin med tornur, krönt av ett kors. I kyrktornets klockvåning hänger tre klockor.
Till invigningen användes en kyrkohandledning och en psalmbok skänkta av kyrkovärden Johannes Svensson i Ormeshaga. En altarprydnad och två mässkrudar skänktes av två anonyma församlingmedlemmar.

## Inventarier
- Fristående altare  som tillkom vid renoveringen 1980-81.
- Altartavlan är utförd 1902 av Anders Persson med motiv:Kristi uppståndelse.Den är en kopia av Carl Blochs målning från 1875 i Jacobs kyrka i Köpenhamn. Den ingår i en altaruppställning bestående av två kolonner med ett  infällt fält bestående  av Guds namn på hebreeiska i en strålsol, över detta  ett ornamenterat överstycke.[4]
- Altarringen med öppning i mitten är försedd med balusterdockor.
- Predikstol i rokoko från den gamla kyrkan är utförd av Sven Nilsson och finns bevarad södra korsarmen.
- Predikstol med rundformad korg i empirestil. Korgen pryds med  förgyllda symboler.
- Ett triumfkrucifix dateras till 1400-talet.
- Dopfunten av marmor är tillverkad 1939 av Sandviks stenhuggeri på Öland. Tillhörande dopskål av glas är tillverkad av Sandviks glasbruk i Hovmantorp.
- Sluten bänkinredning från kyrkans byggnadstid.
- Orgelläktaren är försedd med utsvängt mittstycke.

## Bilder

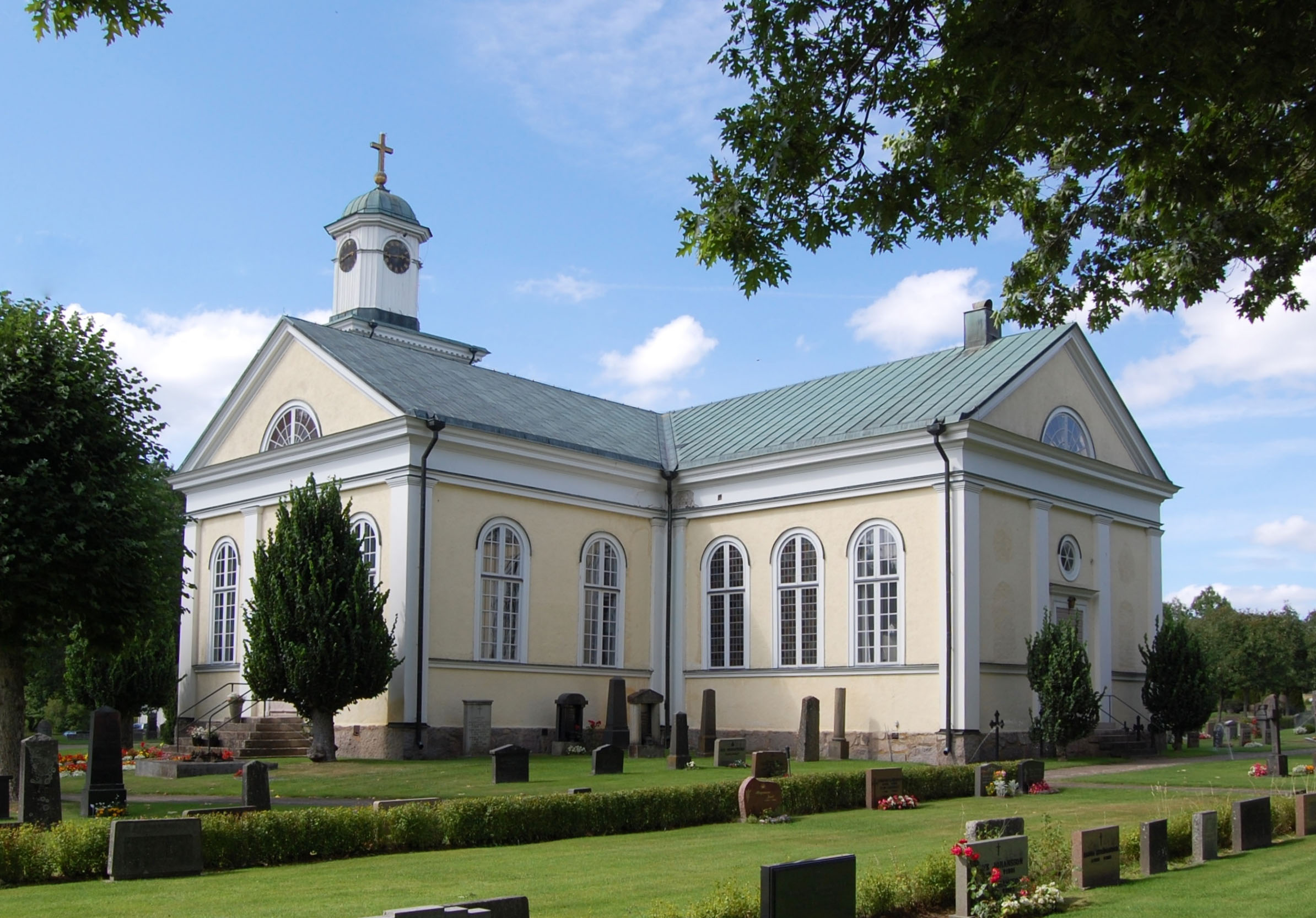
Kyrkan med korsarmarna från sydöst.
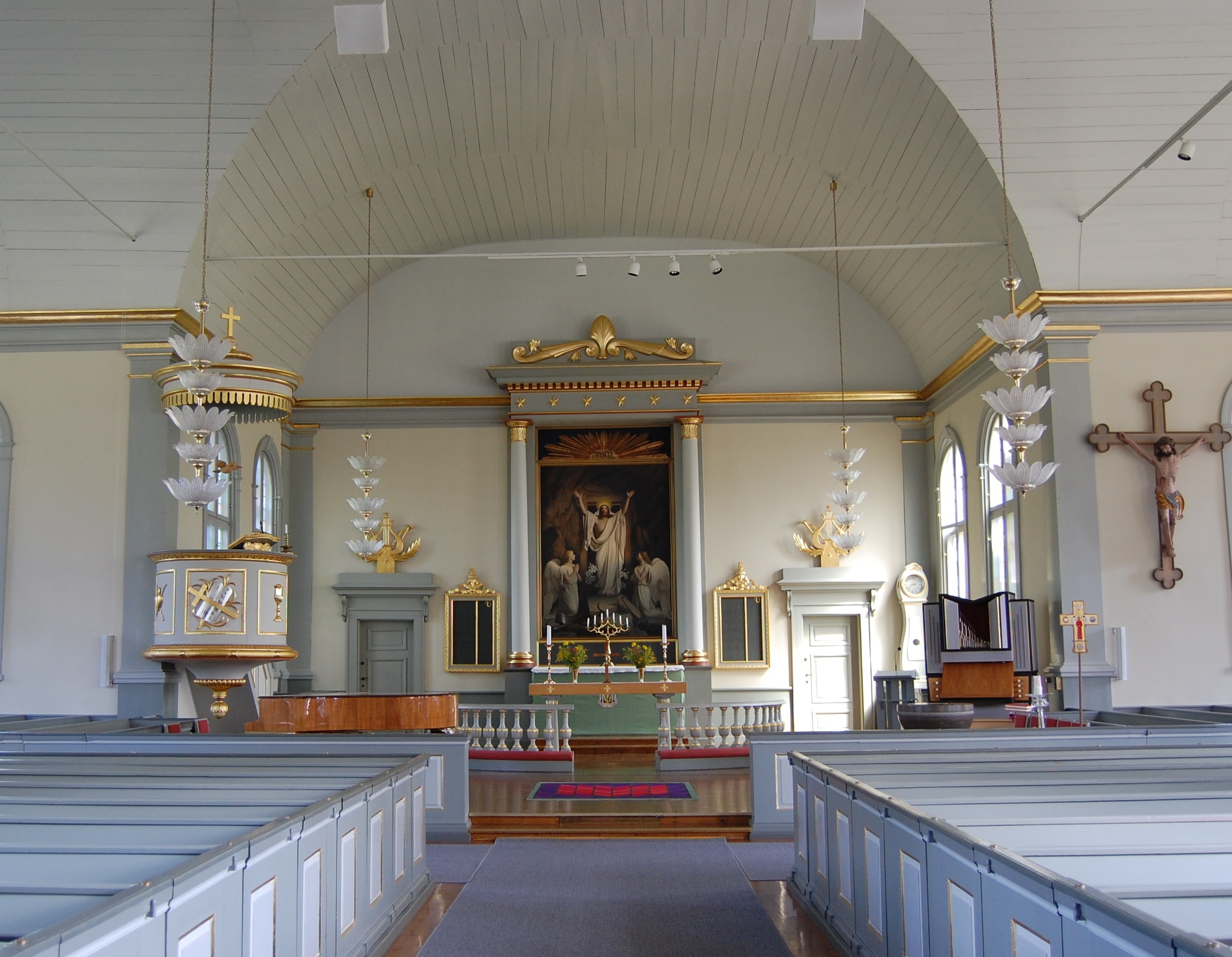
Interiör mot öster.
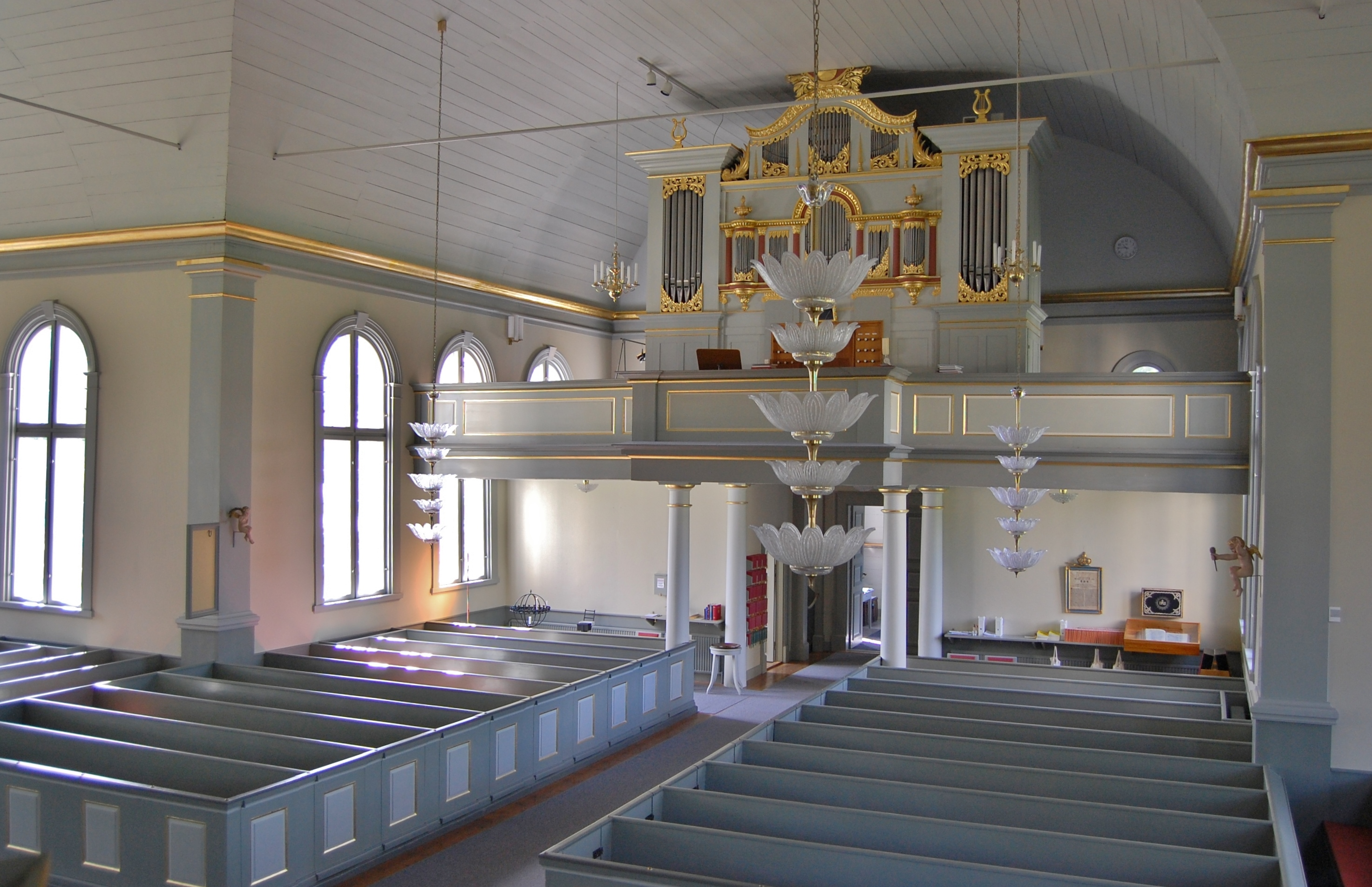
Kyrkorummet med orgelläktaren.
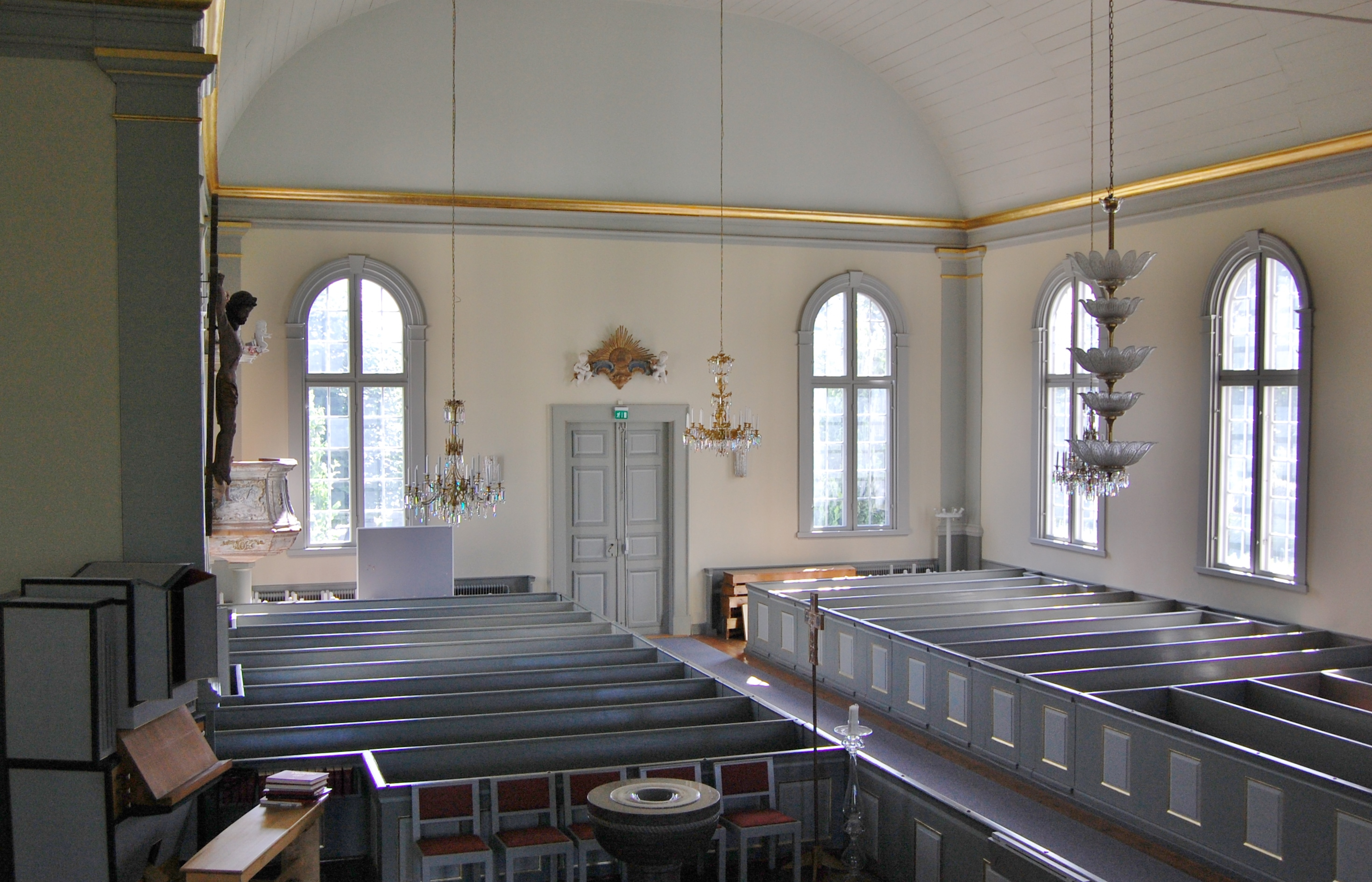
Södra korsarmen.
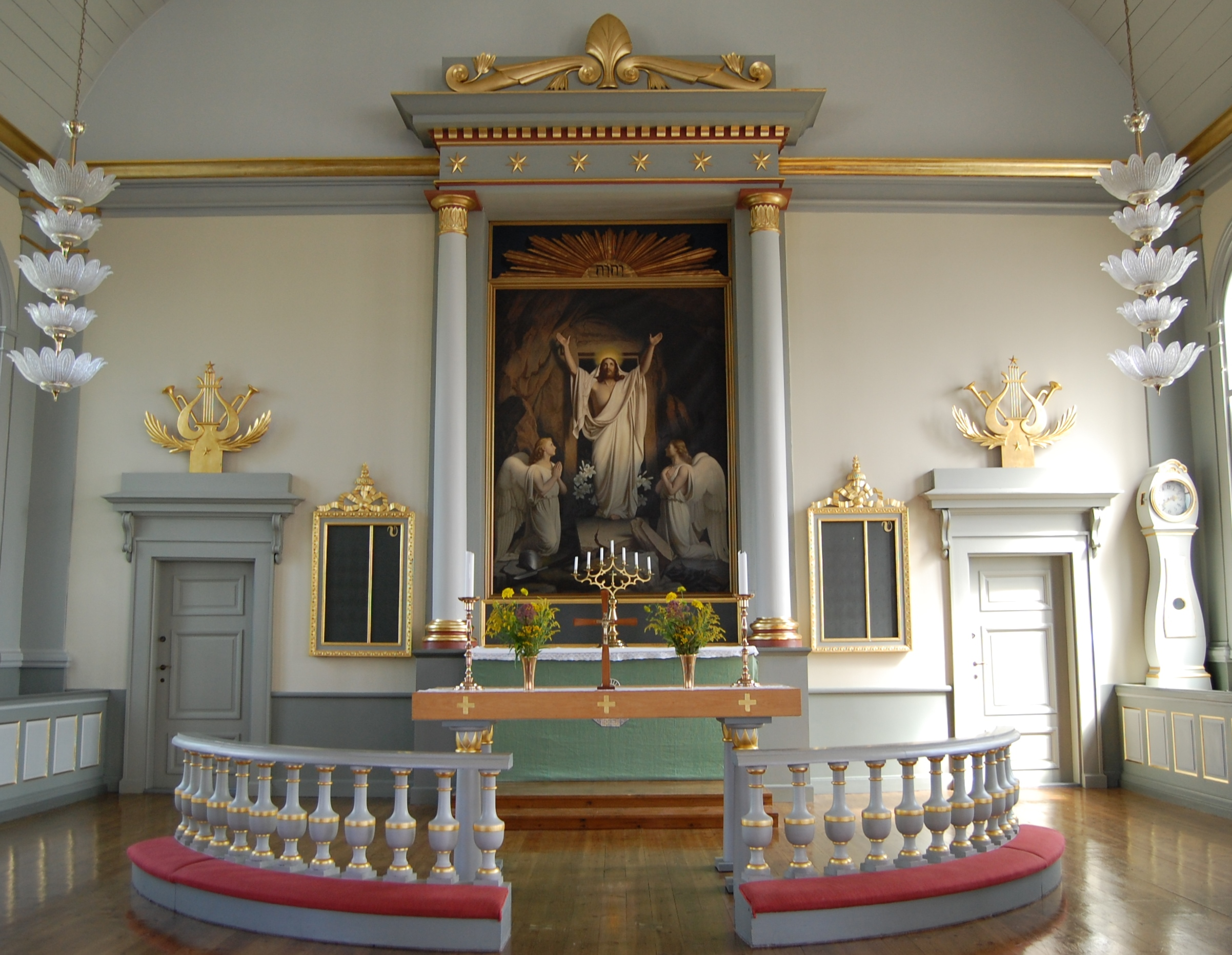
Koret.
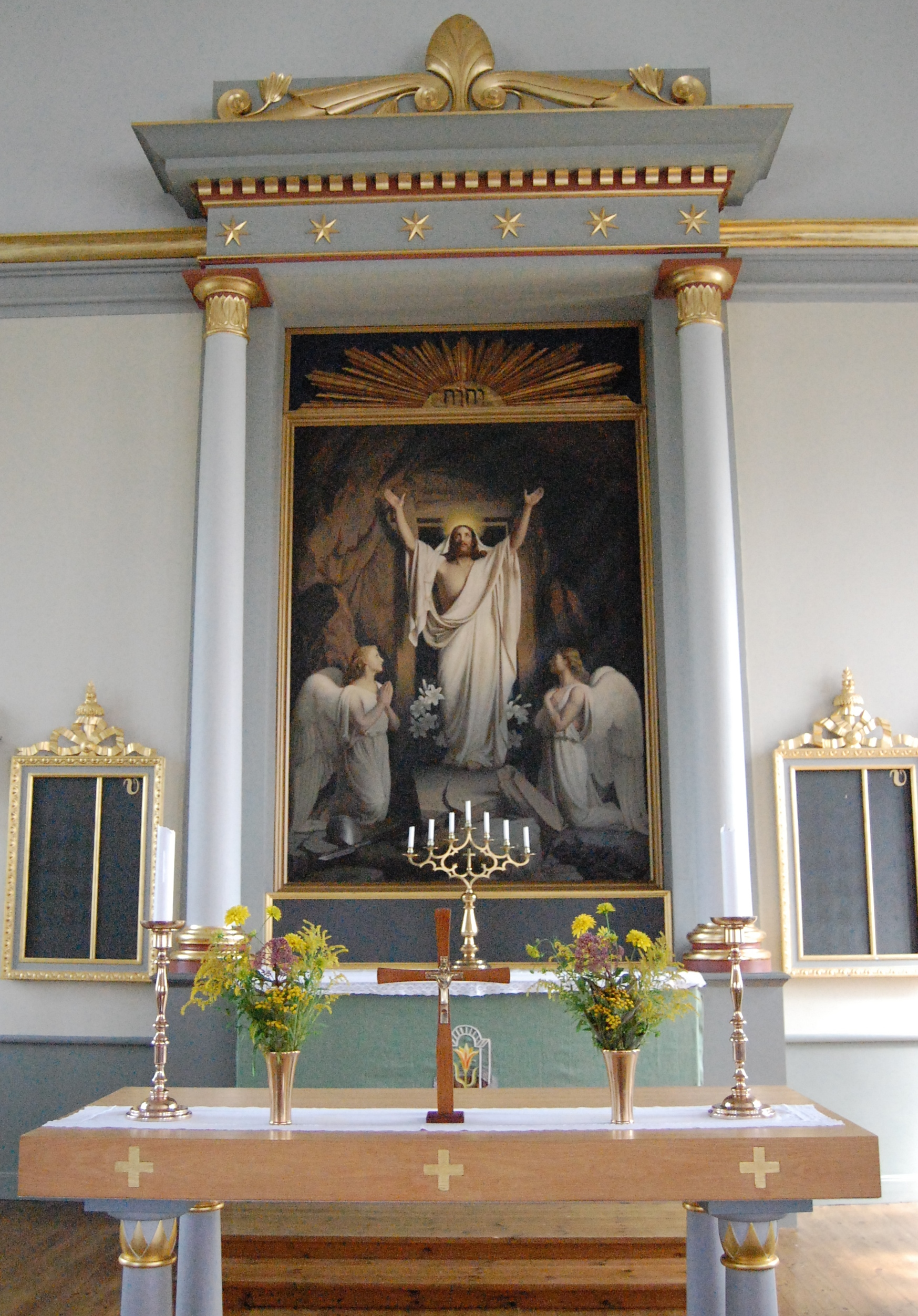
Altartavla utförd 1902.
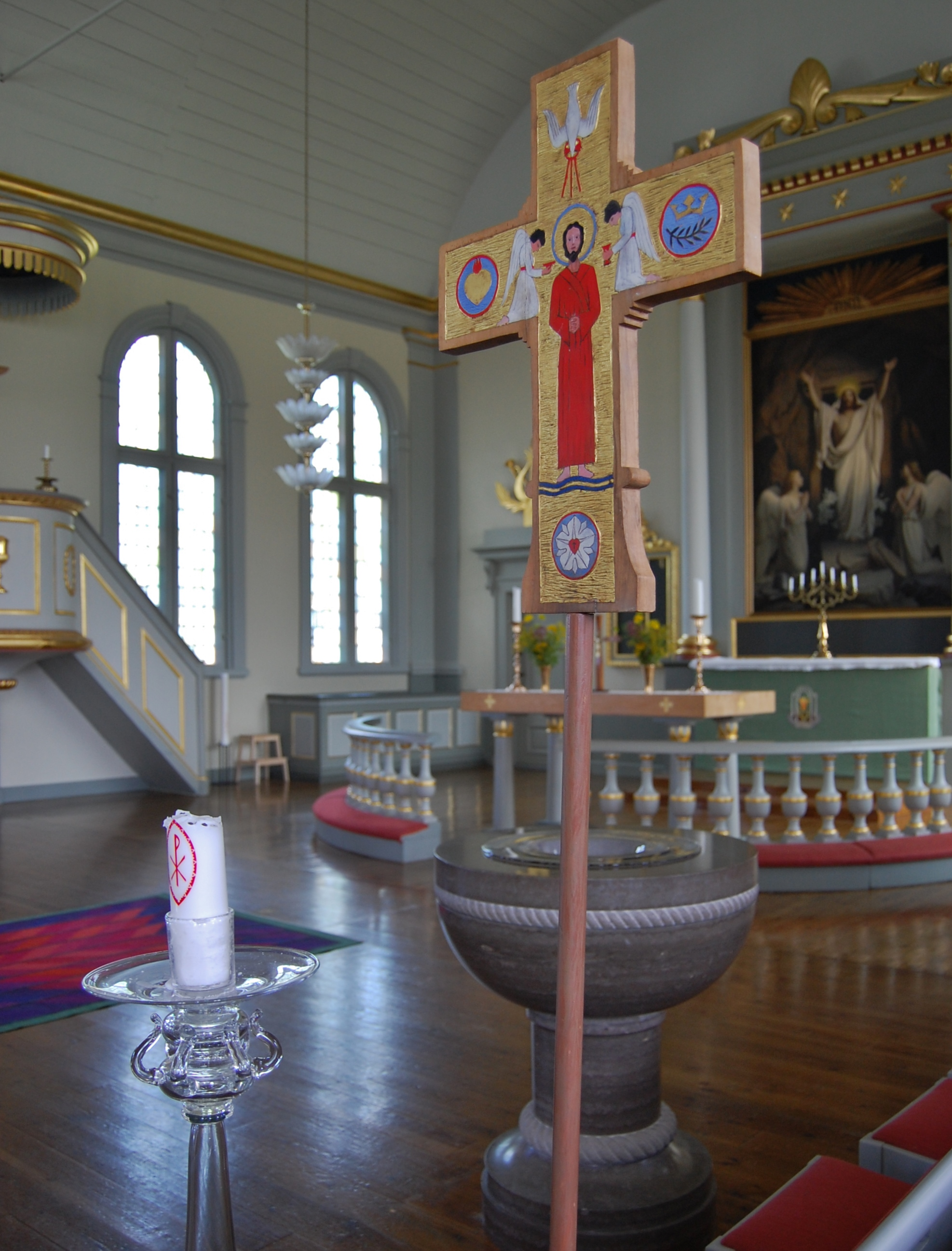
Dopfunten med ljusstake och processionskrucifix.
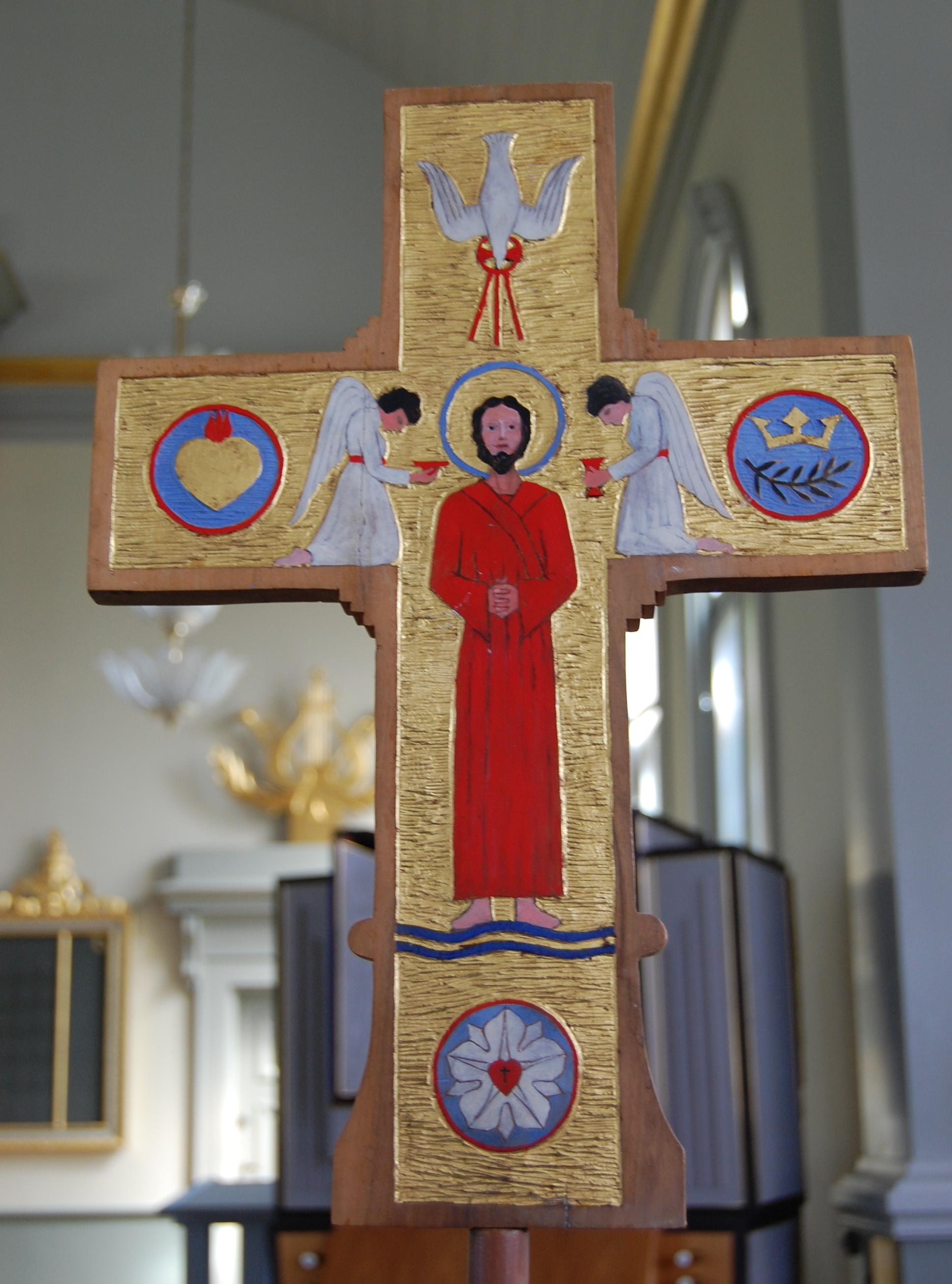
Krucifixet med Kristus i centrum.
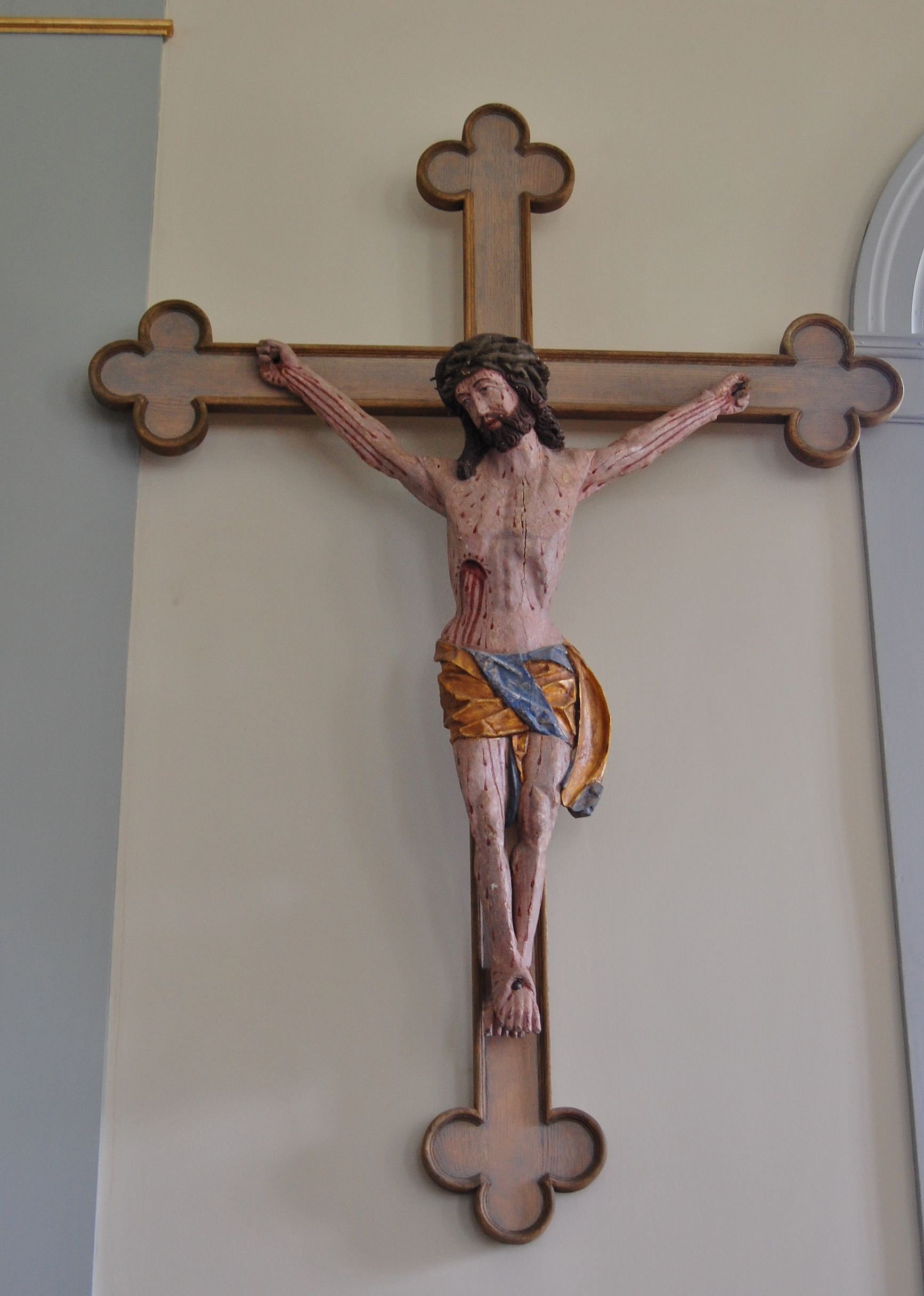
Triumfkrucifix från 1400-talet.
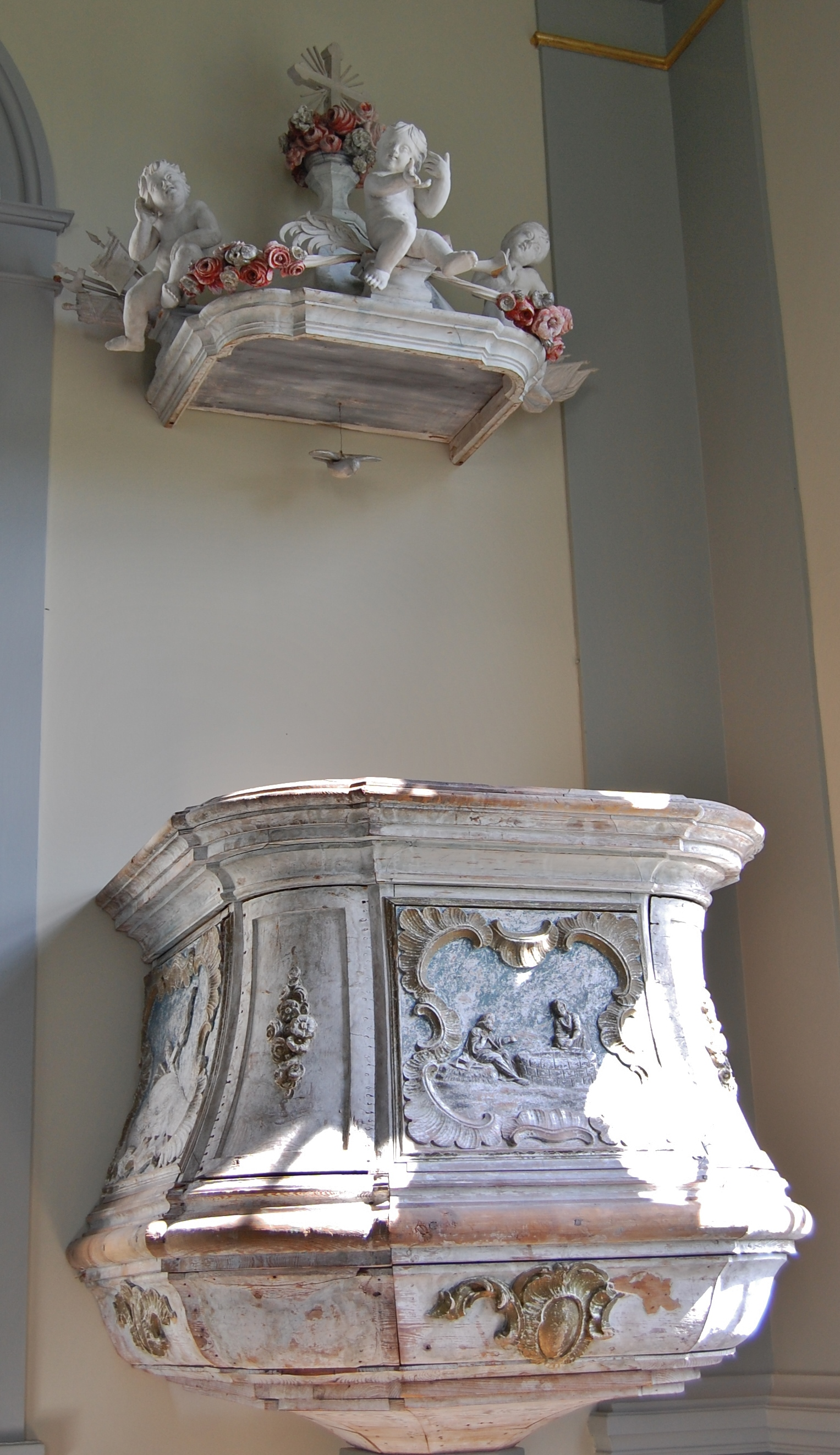
Äldre predikstol i rokoko.
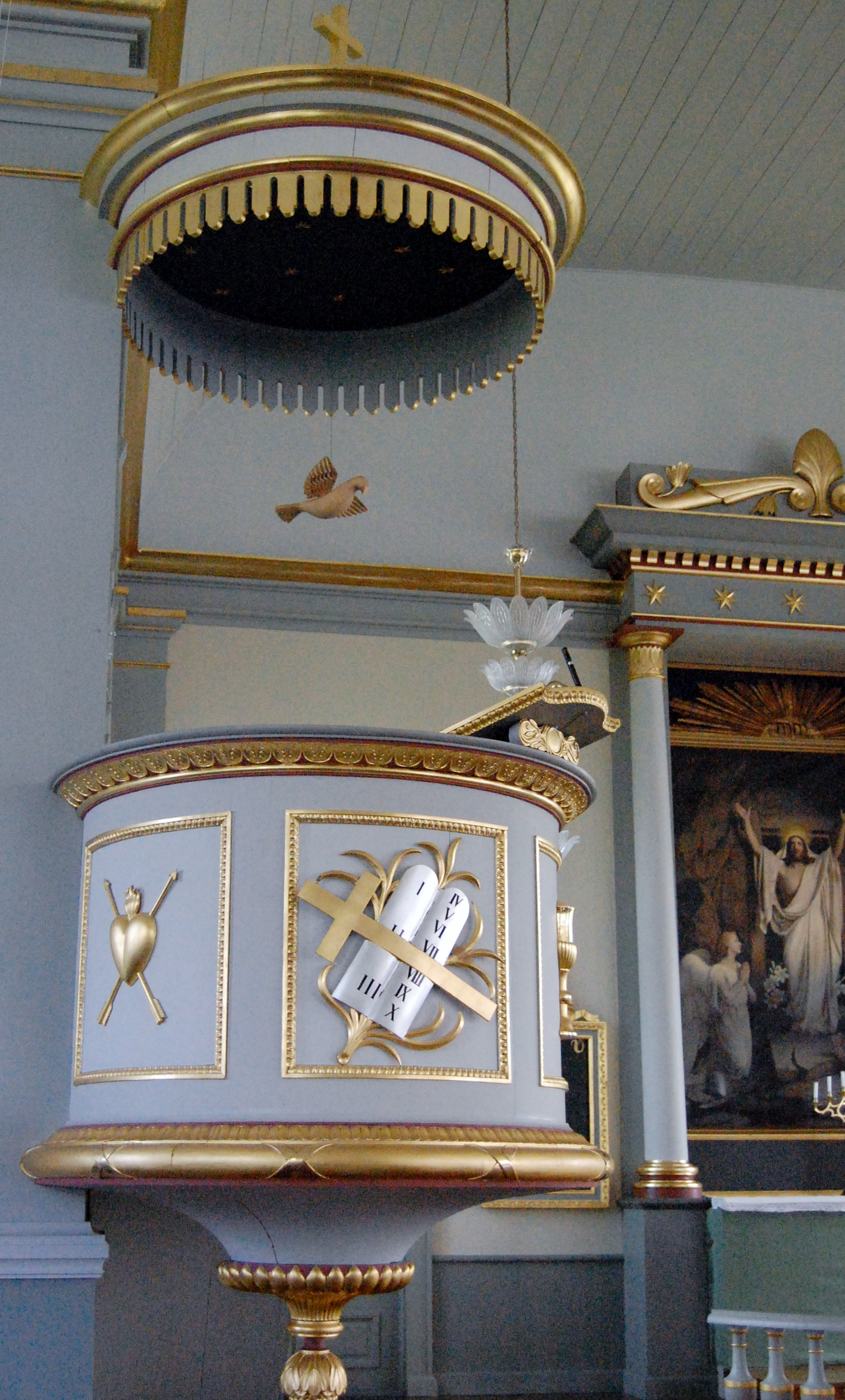
Predikstol i empirestil.
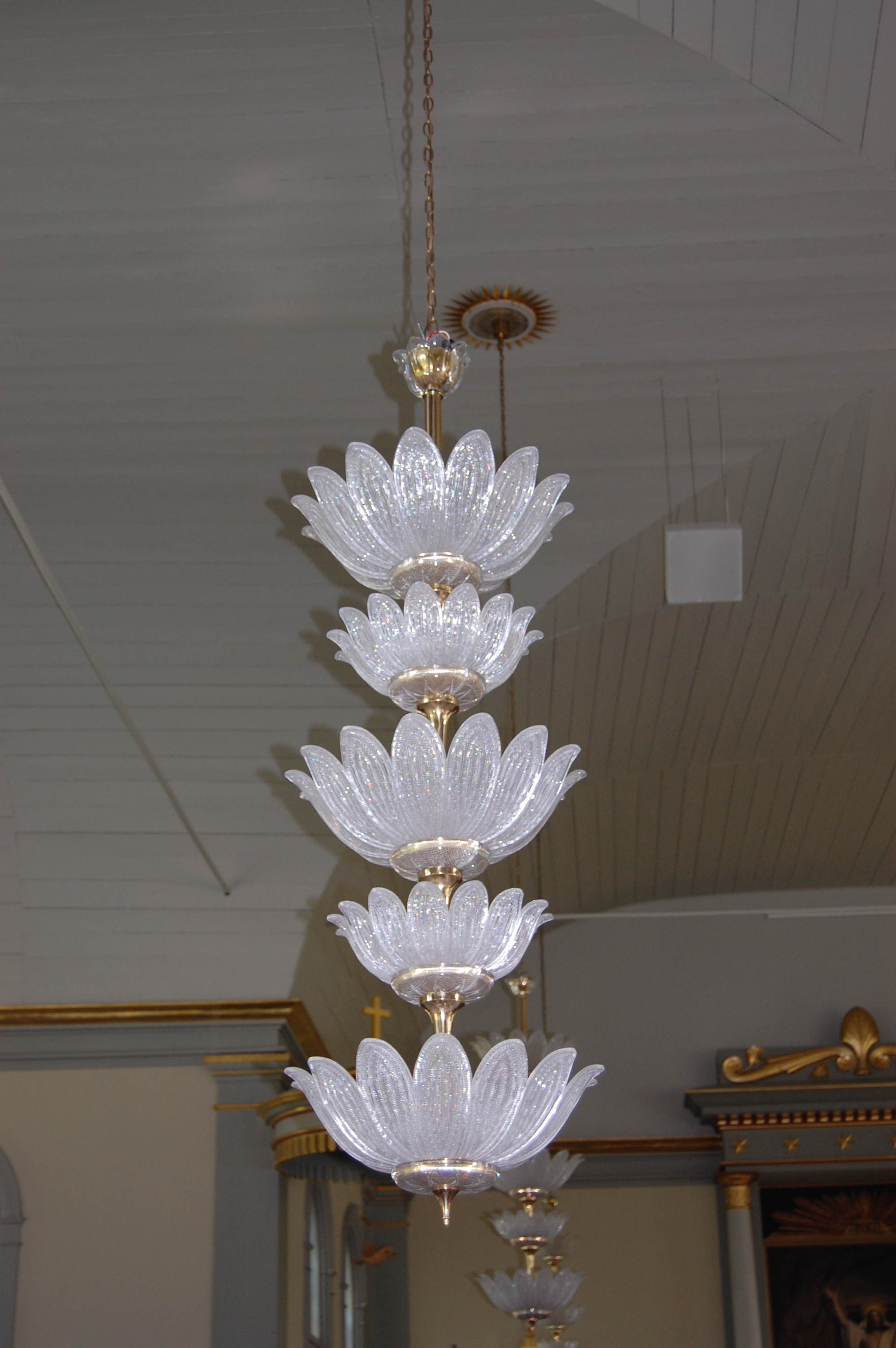
Ljuskrona i glas.

## Orglar

### Läktarorgel

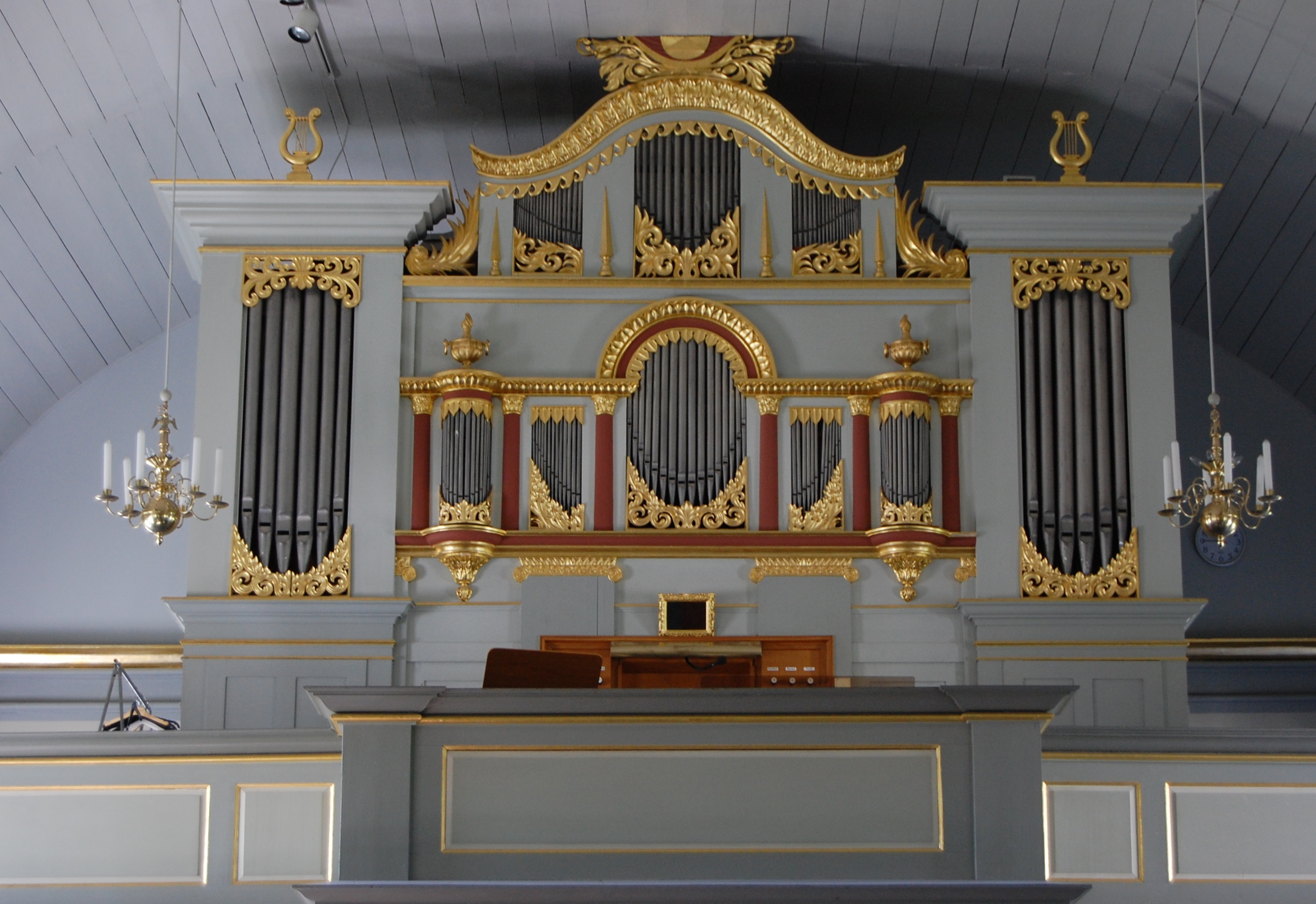
Orgeln med Johan Fredrik Åboms fasad 1862.

- En orgel med 19 stämmor byggdes 1862 av Johannes Holmqvist, Härlöv bakom fasad efter ritningar av Johan Fredrik Åbom. Den genomgick en omfattande renovering 1883 av Carl August Johansson, Hovmantorp.
- 1909 byggdes ett nytt orgelverk med 18 stämmor av Eskil Lundén, Göteborg.[3]
- Nuvarande orgelverk med 23 stämmor är byggt 1955 av Frederiksborg Orgelbyggeri. 1862 års orgelfasad kvarstår med vissa förändringar.[5] Delar av det äldre pipmaterialet återanvändes och omarbetades samt omdisponerades. Asterisk (*) i dispositionen betecknar äldre pipmaterial.

| Huvudverk I    | Öververk II       | Pedal          | Koppel |
| Principal 8' * | Rörflöjt 8' *     | Subbas 16' *   | I/P    |
| Gedakt 8' *    | Quintadena 8' *   | Oktava 8' *    | II/P   |
| Oktava 4' *    | Principal 4' *    | Gedakt 8'      | II/I   |
| Rörflöjt 4'    | Gedaktflöjt 4' *  | Oktava 4' *    |        |
| Oktava 2' *    | Blockflöjt 2'     | Kvintatön 2' * |        |
| Spetsflöjt 2'  | Nasat 1 1/3' *    | Bassun 16' *   |        |
| Mixtur 5 ch    | Sifflöjt 1' *     |                |        |
| Dulcian 16'    | Scharf 4 ch       |                |        |
|                | Krumhorn 8'       |                |        |
|                | Tremulant         |                |        |
|                | Crescendosvällare |                |        |

### Kororgel
- 1962 byggde Reinhard Kohlus, Vadstena en mekanisk kororgel med fem stämmor. Den flyttades 1981 till Hovmantorps församlingshem.

| Manual        |
| Gedackt 8'    |
| Träflöjt 4'   |
| Principal 2'  |
| Blockflöjt 2' |
| Octava 1'     |

- Nuvarande kororgel byggdes 1981 av Nels Munck Mogensen, Hovmantorp. Orgeln är helmekanisk. Quint 1 1/3' kan registerdelas i bas och diskant med gemensamt registerandrag.

| Manual       | Pedal      | Koppel  |  |
| Gedackt 8'   | Subbas 16' | Man/ped |  |
| Rörflöjt 4'  | Gedackt 8' |         |  |
| Svegel 2'    |            |         |  |
| Quint 1 1⁄3' |            |         |  |
| Sivflöjt 1'  |            |         |  |